# Oligoneurisca
Oligoneurisca is een geslacht van haften (Ephemeroptera) uit de familie Oligoneuriidae.

## Soorten
Het geslacht Oligoneurisca omvat de volgende soorten:
- Oligoneurisca borysthenica